# Copa de la Reina de atletismo
La Copa de Su Majestad La Reina de Clubes en Pista Cubierta es la competición atlética femenina indoor entre clubes más importante de España. Está organizada por la Real Federación Española de Atletismo (RFEA) y se disputa anualmente con la participación de los clubes con mejores resultados al aire libre la temporada anterior. La primera edición tuvo lugar en 1982 con el nombre de Copa de España.
El equivalente de esta competición en categoría masculina es la Copa del Rey, que tradicionalmente se disputa en la misma fecha y sede que la Copa de la Reina. Además de esta competición en categoría absoluta, desde 1991 se disputa también la Copa de Clubes Júnior en Pista Cubierta -conocida como Trofeo Antonio Ferrer- y desde 2009 la Copa de Clubes cadete en Pista Cubierta.

## Historia
La creación de la competición, tanto masculina como femenina, fue anunciada por la Real Federación Española de Atletismo en octubre de 1981, con el objetivo del atletismo en pista cubierta. La primera edición debía celebrarse el 13 de febrero de 1982 en Valencia, coincidiendo con la inauguración del Palacio de los Deportes de Fuente de San Luis. Sin embargo, debido a un retraso en las obras de construcción del pabellón valenciano, finalmente la primera edición tuvo lugar en el Palacio de los Deportes de Oviedo, donde se disputó también el Campeonato de España individual de ese año. En la edición inaugural de la Copa de la Reina participaron seis clubes femeninos: CN Barcelona, FC Barcelona, CG Barcelonès, CA Scorpio de Zaragoza, Valladolid y Amira – Club Universitario de Madrid, que fue el primero en inscribir su nombre en el palmarés.
En sus primeros años la competición fue conocida como Campeonato o Copa de España de Clubes en Pista Cubierta. 
A partir de 1997 tomó la denominación actual en honor a la Reina de España.

## Sistema de competición
La Copa de la Reina se disputa anualmente, en una única jornada, habitualmente en el mes de enero o febrero, por lo que suele ser la competición que abre la temporada atlética nacional en pista cubierta. La sede del encuentro puede variar cada año, en función del club organizador del evento. El formato de la competición es análogo a la Copa del Rey masculina.
Participan en la competición ocho clubes: los cuatro primeros clasificados en la División de Honor del Campeonato de España de Clubes de la temporada anterior; el club organizador (si supera la puntuación mínima exigida) y los tres clubes con mejor puntuación mediante estadillo de marcas de la temporada anterior.
La competición consta de 13 pruebas: 60, 200, 400, 800, 1.500 y 3.000 metros lisos, 60 metros vallas, relevo sueco, salto de altura, pértiga, salto de longitud, triple salto y lanzamiento de peso. Cada club participa en cada prueba con una única atleta (o equipo, en caso de los relevos) y un máximo de tres extranjeras —no seleccionables— por equipo. En cada prueba, las atletas puntúan en función de su clasificación, del siguiente modo: 8 puntos al 1º, 7 al 2º, 6 al 3º, 5 al 4º, 4 al 5º, 3 al 6º, 2 al 7º y 1 al 8º, mientras que las atletas (o equipo en los relevos) retiradas o descalificadas no puntúan. 
La clasificación final se establece contando el total de puntos sumados por cada club en las trece pruebas, resultado vencedor de la Copa de la Reina el club con mayor puntuación. En caso de empate a puntos, se desempata en favor del club con más primeros puestos conseguidos. Los tres primeros clasificados reciben un trofeo acreditativo.

## Palmarés

### Historial de campeones
| Edición | Año  | Sede          | Estadio                                   | Campeón                 |
| ------- | ---- | ------------- | ----------------------------------------- | ----------------------- |
| I       | 1982 | Oviedo        | Palacio de los Deportes                   | Amira                   |
| II      | 1983 | Valencia      | Pabellón Fuente de San Luis               | Amira                   |
| III     | 1984 | Oviedo        | Palacio de los Deportes                   | CG Barcelonès           |
| IV      | 1985 | San Sebastián | Velódromo de Anoeta                       | CN Barcelona            |
| V       | 1986 | Madrid        | Pista Cubierta Gallur                     | CN Barcelona            |
| VI      | 1987 | San Sebastián | Velódromo de Anoeta                       | Tintoretto              |
| VII     | 1988 | San Sebastián | Velódromo de Anoeta                       | Tintoretto              |
| VIII    | 1989 | Sevilla       | Pista de atletismo del Pabellón San Pablo | Kelme                   |
| IX      | 1990 | San Sebastián | Velódromo de Anoeta                       | Kelme                   |
| X       | 1991 | San Sebastián | Velódromo de Anoeta                       | Kelme                   |
| XI      | 1992 | Zaragoza      | Palacio de Deportes de Zaragoza           | Pamplona At.            |
| XII     | 1993 | San Sebastián | Velódromo de Anoeta                       | Valencia CF             |
| XIII    | 1994 | San Sebastián | Velódromo de Anoeta                       | Valencia CF             |
| XIV     | 1995 | San Sebastián | Velódromo de Anoeta                       | Valencia CF             |
| XV      | 1996 | Valencia      | Palacio Velódromo Luis Puig               | Valencia CA Karhu       |
| XVI     | 1997 | San Sebastián | Velódromo de Anoeta                       | Valencia CA Karhu       |
| XVII    | 1998 | San Sebastián | Velódromo de Anoeta                       | ADU Salamanca           |
| XVIII   | 1999 | Valencia      | Palacio Velódromo Luis Puig               | CA Valencia Terra i Mar |
| XIX     | 2000 | Oviedo        | Palacio de los Deportes                   | CA Valencia Terra i Mar |
| XX      | 2001 | Valencia      | Palacio Velódromo Luis Puig               | CA Valencia Terra i Mar |
| XXI     | 2002 | Valencia      | Palacio Velódromo Luis Puig               | CA Valencia Terra i Mar |
| XXII    | 2003 | Valencia      | Palacio Velódromo Luis Puig               | CA Valencia Terra i Mar |
| XXIII   | 2004 | Valencia      | Palacio Velódromo Luis Puig               | CA Valencia Terra i Mar |
| XXIV    | 2005 | Valencia      | Palacio Velódromo Luis Puig               | CA Valencia Terra i Mar |
| XXV     | 2006 | Valencia      | Palacio Velódromo Luis Puig               | CA Valencia Terra i Mar |
| XXVI    | 2007 | Valencia      | Palacio Velódromo Luis Puig               | CA Valencia Terra i Mar |
| XXVII   | 2008 | Valencia      | Palacio Velódromo Luis Puig               | CA Valencia Terra i Mar |
| XXVIII  | 2009 | Valencia      | Palacio Velódromo Luis Puig               | CA Valencia Terra i Mar |
| XXIX    | 2010 | Valencia      | Palacio Velódromo Luis Puig               | CA Valencia Terra i Mar |
| XXX     | 2011 | Valencia      | Palacio Velódromo Luis Puig               | CA Valencia Terra i Mar |
| XXXI    | 2012 | Valencia      | Palacio Velódromo Luis Puig               | CA Valencia Terra i Mar |
| XXXII   | 2013 | Valencia      | Palacio Velódromo Luis Puig               | CA Valencia Terra i Mar |
| XXXIII  | 2014 | Valencia      | Palacio Velódromo Luis Puig               | CA Valencia Terra i Mar |
| XXXIV   | 2015 | San Sebastián | Velódromo de Anoeta                       | CA Valencia Terra i Mar |
| XXXV    | 2016 | Valencia      | Palacio Velódromo Luis Puig               | CA Valencia Terra i Mar |
| XXXVI   | 2017 | Madrid        | Pista Cubierta Gallur                     | FC Barcelona            |
| XXXVII  | 2018 | Valencia      | Palacio Velódromo Luis Puig               | Valencia Esports        |
| XXXVIII | 2019 | San Sebastián | Velódromo de Anoeta                       | Valencia Esports        |
| XXXIX   | 2020 | Valencia      | Palacio Velódromo Luis Puig               | Playas de Castellón     |
| XL      | 2021 | Barcelona     | Palau Sant Jordi                          | Playas de Castellón     |
| XLI     | 2022 | Madrid        | Pista Cubierta Gallur                     | Valencia C.A.           |
| XLII    | 2023 | Orense        | Pista de Atletismo Cuberta de Ourense     | Valencia C.A.           |
| XLIII   | 2024 | Málaga        | Pista Cubierta de Antequera               | Playas de Castellón     |
| XLIV    | 2025 | Valencia      | Palacio Velódromo Luis Puig               | Valencia C.A.           |

### Títulos por clubes
- 28 Valencia Club de Atletismo (incluye Valencia CF, Valencia CA, Valencia CA Karhu, CA Valencia Terra i Mar y Valencia Esports)
- 7 Club Universitario de Madrid (incluye Amira, Tintoretto y Kelme)
- 3 Playas de Castellón
- 2 Club Natació Barcelona
- 1 Centre Gimnàstic Barcelonès
- 1 Agrupación Deportiva Universidad de Salamanca
- 1 Pamplona Atlético
- 1 FC Barcelona